# Luis Zapata
Pour les articles homonymes, voir Zapata.
Luis Zapata, né le 27 avril 1951 à Chilpancingo (Guerrero) et mort le 4 novembre 2020 à México, est un écrivain mexicain.

## Biographie
Adolescent passionné[réf. souhaitée] de cinéma, il étudia la littérature française à l'Université nationale autonome du Mexique, se spécialisa dans la traduction de l'ancien français et reçut en 1977 le prix du concours de conte en français pour une nouvelle, Deuxième pont.
Il se fit connaître dans les années 1970 par ses romans, souvent marqués par la culture populaire ou le cinéma (comme ceux de Manuel Puig), et mettant en scène des personnages homosexuels. 
Son roman le plus connu, El Vampiro de la colonia Roma, se présente comme la retranscription fidèle d'un monologue enregistré. Adonis García, jeune orphelin qui vit de ses charmes dans les rues de Mexico, raconte sa vie dans la Zona Rosa. Ce roman audacieux par la forme et le sujet reçut le Prix national Juan Grijalbo en 1978. 
Un autre roman connu, En jirones, prend la forme d'un journal intime et narre la relation de deux jeunes hommes, dont l'un bisexuel. En 2020 aucun de ses romans n'a été traduit en français.